# Chrášťany (Rakovník)
Chrášťany é uma comuna checa localizada na região da Boêmia Central, distrito de Rakovník.